# Sân bay quốc tế Bujumbura
Aéroport international de Bujumbura (IATA: BJM, ICAO: HBBA) là một sân bay ở Bujumbura, thủ đô của Burundi. Sân bay này có một đường băng dài 3600 m rải nhựa đường. Năm 2004, nó phục vụ 85.434 lượt khách.

## Hãng hàng không
- Air Burundi (Entebee, Kigali)
- Air Tanzania (Dar es Salaam, Kigali)
- Brussels Airlines (Brussels)
- Ethiopian Airlines (Addis Ababa, Kigali)
- Interlink Airlines (Johannesburg)
- Kenya Airways (Kigali, Nairobi)
- Rwandair Express (Johannesburg, Kigali)